# Ehrstädt
Ehrstädt ist ein Dorf im Süden des Rhein-Neckar-Kreises in Baden-Württemberg, das seit dem 1. Dezember 1971 zu Sinsheim gehört.

## Geografie
Ehrstädt liegt eingebettet in die Hügellandschaft des Kraichgau ungefähr sieben Kilometer östlich der Großen Kreisstadt Sinsheim, in die der Ort seit 1971 eingemeindet ist. Der Ort liegt im Tal des Mühlbachs, dem von Osten und Norden verschiedene weitere Gewässer zufließen und der wenige Kilometer südwestlich des Ortes in den Insenbach mündet.
Zu Ehrstädt zählen außer dem Ort noch die Wohnplätze Gehöft Eulenhof, Schloss und Haus Neuhaus sowie die Häuser Mühle und Jägerhaus. Die Mühle und das Jägerhaus liegen westlich des Ortes bei der Einmündung des Hörnlegrabens in den Mühlbach, der Eulenhof liegt wenige hundert Meter westlich davon. Schloss Neuhaus liegt weiter außerhalb südwestlich des Ortes.

## Geschichte

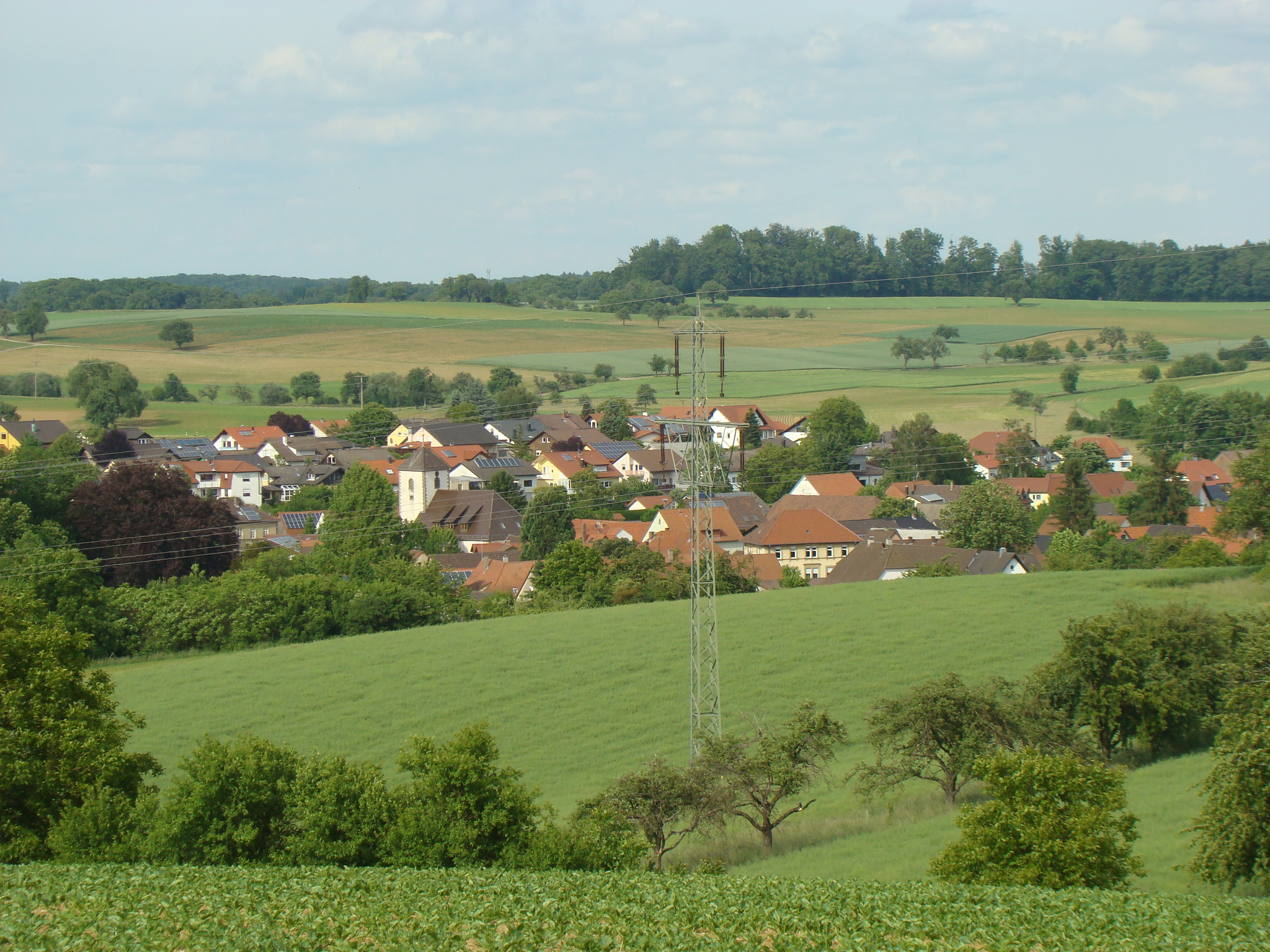
Blick auf Ehrstädt

Hügelgräber aus der früheren Eisenzeit (im Eichwald), die durch Karl Wilhelmi entdeckt wurden, lassen auf eine frühe Besiedlung der Gegend um Ehrstädt schließen. Der Ort wird im Lorscher Codex in einer Schenkungsurkunde vom 28. Dezember 774 als „herstater marca“ erstmals erwähnt. Auf der Marienhöhe oberhalb des Ortes befand sich einst die Alte Burg. Mit einem Kaufbrief vom 7. Juli 1329 bekamen die Herren von Massenbach die Burg zu Lehen, errichteten einen Neubau und nannten sich danach „von Neuenhaus“. Im 15. Jahrhundert traten weitere Besitzer auf. Der Ort wurde 1521/23 durch die Herren von Gemmingen reformiert.
Ab 1580 konnte Christoph von Degenfeld den Besitz an der alten Burg und Zugehör in sich vereinen, indem er zunächst die Burg sowie die württembergische Hälfte von Ehrstädt und wenig später auch noch die wormsische Hälfte als Lehen erwarb. 1594 wurde die Burg abgerissen und 1596/97 an der gleichen Stelle durch Johann Christoph I. von Degenfeld († 1613) das Schloss Neuhaus erbaut. Die Nachkommen von Johann Christoph I. bildeten die Linie Degenfeld-Neuhaus, die künftig die Ortsherrschaft in Ehrstädt ausübte. Die Nachkommen von seinem Bruder Konrad von Degenfeld († 1600) bildeten die Linie Degenfeld-Eybach, sie spätere gräfliche Linie Degenfeld-Schonburg.
Johann Christophs I. Sohn Christoph Jacob von Degenfeld († 1646) musste miterleben, wie Ehrstädt im Dreißigjährigen Krieg vollkommen entvölkert wurde. Sein Sohn Johann Christoph II. von Degenfeld († 1680) trieb die Wiederbesiedlung des Ortes voran, wobei ihm wohl die in der angrenzenden Kurpfalz greifenden Wiederbesiedlungsmaßnahmen zugutekamen, die eine große Zahl von Siedlern aus der Schweiz, aus Frankreich und aus den Niederlanden in den Kraichgau brachten. Nach dem Dreißigjährigen Krieg bildete sich auch eine größere jüdische Gemeinde im Ort. Die Wiederbesiedlung war jedoch nicht einfach, zumal Ehrstädt und die umliegenden Orte im Holländischen Krieg, speziell im Umfeld der Schlacht bei Sinsheim 1674, erneut durch Einquartierungen und Truppendurchzüge zu leiden hatten.
Johann Christophs II. Söhne Christoph Friedrich I. von Degenfeld und Ferdinand Friedrich I. von Degenfeld teilten im Januar 1682 den geerbten Besitz. Christoph Friedrich erhielt Schloss Neuhaus, den Eulenhof und die württembergische Hälfte von Ehrstädt. Ferdinand Friedrich erhielt die Wormser Hälfte von Ehrstädt sowie die Degenfeldschen Allodialgüter in Waibstadt und Unterbiegelhof, wobei gleichzeitig ein Familienfideikommiss über die Eigengüter geschlossen wurde. Nach Christoph Friedrichs Tod 1705 handelte sein Bruder Ferdinand Friedrich I. als Senior der Familie eine Erbteilung unter Christoph Friedrichs Söhnen Johann Friedrich I., August Maximilian und Johann Albrecht aus. Nach einigen Jahren guten Auskommens gerieten die Brüder in Streit mit ihrem Onkel, der 1717 starb. Auch unter dessen Nachkommen brach Streit über die Besitztümer aus. Der Besitz der Linie Degenfeld-Neuhaus war in fünf äußerst kleine Teile zersplittert und jeder der Mitherren hatte Geldnöte, die er über Ansprüche gegenüber seinen Brüdern und Vettern oder gegenüber den Untertanen zu lindern suchte. Die Seuchen des 18. Jahrhunderts und damit das Absterben einiger Familienzweige führten den Besitz schließlich wieder zusammen. Der letzte lebende männliche Nachkomme von Christoph Friedrich I. war dessen Sohn Johann Friedrich I. (1683–1760). Nach dessen Tod vereinte Ferdinand Friedrichs Sohn Christoph Ferdinand I. (1699–1766) ab 1760 wieder den gesamten Besitz der Degenfeld-Neuhaus und damit auch beide Hälften von Ehrstädt auf sich.
Die Einwohnerschaft hatte aber keinen Grund zu jubeln, seitdem sich die Ortsherrschaft wieder in einer Hand befand. Vielmehr hatte sie darunter zu leiden, dass Christoph Ferdinand und seine Söhne nach mehreren Jahrzehnten familieninterner Auseinandersetzungen nun ein hartes selbstherrliches Regiment gegenüber den Untertanen führten. Jahrzehntelang hatte man um die Baulast an der Ehrstädter Kirche gestritten, so dass diese nicht mehr unterhalten worden und in Verfall geraten war. Die verschuldeten Ortsherren hatten auch die Frondienste und Abgaben außergewöhnlich erhöht. In den 1760er Jahren gab es deswegen unzählige Verhandlungen vor dem württembergischen und wormsischen Lehenshof, vor der Direktion des Ritterkantons Kraichgau und schließlich vor dem kaiserlichen Hofgericht. Die Gemeinde Ehrstädt verarmte durch diese Klagen völlig. Die Ortsherren ließen hingegen mehrfach die Wortführer der Gemeinde verhaften. 1768 kam es sogar zu einem Aufstand der Ehrstädter Bürger. Doch auch der Aufstand nutzte nichts, da die Aufständischen anschließend nur weitere Strafzahlungen zu leisten hatten, die 1769 wohl größtenteils in den Neubau von Schloss Ehrstädt flossen. Erst 1774 gelang ein Vergleich zwischen den Söhnen von Christoph Ferdinand I. und der Gemeinde Ehrstädt, der für längere Zeit das Verhältnis zwischen Ortsherrschaft und Untertanen regelte.
Das Leben in der armen Gemeinde blieb dennoch hart. In den 1780er Jahren waren Naturkatastrophen und Tierseuchen zu beklagen. 1793 gelang endlich der Neubau des schon neun Jahre zuvor wegen Baufälligkeit abgerissenen Langhauses der Ortskirche. Doch statt eines Aufschwungs suchten in den folgenden Jahren die in die napoleonischen Kriege verwickelten Truppen Ehrstädt und die umliegenden Orte mit Durchzügen, Einquartierungen und Kontributionsforderungen heim.
Im Zuge des Reichsdeputationshauptschlusses von 1803 kam die Wormsische Hälfte von Ehrstädt an Hessen, die württembergische Hälfte mit Schloss Neuhaus blieb bei Württemberg. Durch Gebietstausch zwischen Baden, Württemberg und Hessen kam ganz Ehrstädt 1807/08 zum neugebildeten Großherzogtum Baden, worin der Ort eine selbstständige Gemeinde bildete. Auch wenn die Freiherren von Degenfeld-Neuhaus im 19. Jahrhundert ihre orts- und grundherrlichen Rechte sukzessive verloren, blieben sie doch größter Grundbesitzer am Ort mit den drei großen Wirtschaftsgütern auf Schloss Neuhaus, Schloss Ehrstädt und dem Eulenhof. Der Besitz wurde zumeist als Kondominat verwaltet, doch lebten die Hauptvertreter meist nicht mehr am Ort, sondern gingen oft andernorts Militärlaufbahnen nach, während sie den Besitz in Ehrstädt von nachgeordneten Angehörigen der Familie verwalten ließen. Ihre Lehensgüter wurden 1862 in Familieneigentum umgewandelt. Die Familienlinie der Degenfeld-Neuhaus starb 1921 im Mannesstamm aus.
Die Friedenszeiten im frühen 19. Jahrhundert führten zu einem Wachstum der Bevölkerung. Im Jahr 1845 war ein Bevölkerungshöchststand von 678 Personen erreicht. Da es keine über die Deckung des täglichen Bedarfs hinausgehenden Erwerbsmöglichkeiten gab, ging die Einwohnerzahl durch Ab- und Auswanderung bis 1939 auf 355 Personen zurück. Ende 1945 wurden 461 Einwohner gezählt. Nach dem Zweiten Weltkrieg hatte der Ort durch die Aufnahme von Evakuierten und Flüchtlingen kurzzeitig 630 Einwohner, jedoch wiederholte sich die Abwanderung aufgrund der weiterhin fehlenden Erwerbsmöglichkeiten und der schlechten Verkehrsverhältnisse.
Der Ort blieb bis weit nach dem Zweiten Weltkrieg fast rein bäuerlich geprägt. Die größten Baumaßnahmen der Gemeinde in den 1950er Jahren waren 1950/51 der Bau des Rathauses mit Feuerwehrhaus und Ortsarrest und 1953 die Eindohlung des Mühlbachs. 1956 baute man einen Tiefbrunnen für die Wasserversorgung des Ortes aus, der jedoch 1958/60 bereits durch die Wasserversorgungsanlage für Ehrstädt, Adersbach und Hasselbach ersetzt wurde. Diese Wasserversorgung war mit 610.000 DM Baukosten die teuerste Maßnahme, die die selbstständige Gemeinde Ehrstädt je durchgeführt hat. In den frühen 1960er Jahren hat man die Abwasser-Kanalisation geschaffen und den alten Ortsweiher, die Weed, zu einem Löschwasserteich gefasst. 1964 wurde ein Sportplatz errichtet. In der zweiten Hälfte der 1960er Jahre wurden insbesondere die Ortsdurchfahrt und die Verbindungswege zu den Nachbarortschaften sowie zum Eulenhof und zu Schloss Neuhaus ausgebaut.
Ehrstädt wurde am 1. Dezember 1971 nach Sinsheim eingemeindet. Der Ort teilt das Schicksal vieler in größere Gemeinden eingemeindeter Landorte des Kraichgaus. Eine nennenswerte Gewerbeansiedlung fand nicht statt, die kleinbäuerlichen Betriebe verschwanden im Laufe der Zeit und nach der Eingemeindung war auch der ohnehin geringe angestammte örtliche Einzelhandel rückläufig, so dass Ehrstädt insbesondere zum Wohnort für Pendler in die umliegenden Städte und Gemeinden wurde.
Wurden 1990 noch 471 Einwohner gezählt, erhöhte sich dieser Stand durch die Ausweisung von Baugebieten bis 2004 auf 638 Personen.

## Religionen
Ehrstädt wurde von 1521 bis 1523 durch die Herren von Gemmingen reformiert und war danach bis ins 19. Jahrhundert fast ausschließlich lutherisch geprägt. In Ehrstädt bestand einst auch eine jüdische Gemeinde, die ab dem 16. Jahrhundert nachgewiesen ist und 1836 dort eine Synagoge errichtet hat. Die jüdische Gemeinde wurde nach Mitgliederschwund 1912 aufgelöst.

## Wappen
Die Blasonierung lautet: in rot eine gestürzte goldene Pflugschar, oben beseitet von zwei silbernen Sternen. Dieses Wappenbild ist in Gemeindesiegeln seit 1809 nachweisbar und wurde 1895 vom badischen Innenministerium farbig ausgestaltet und bestätigt.

## Bauwerke

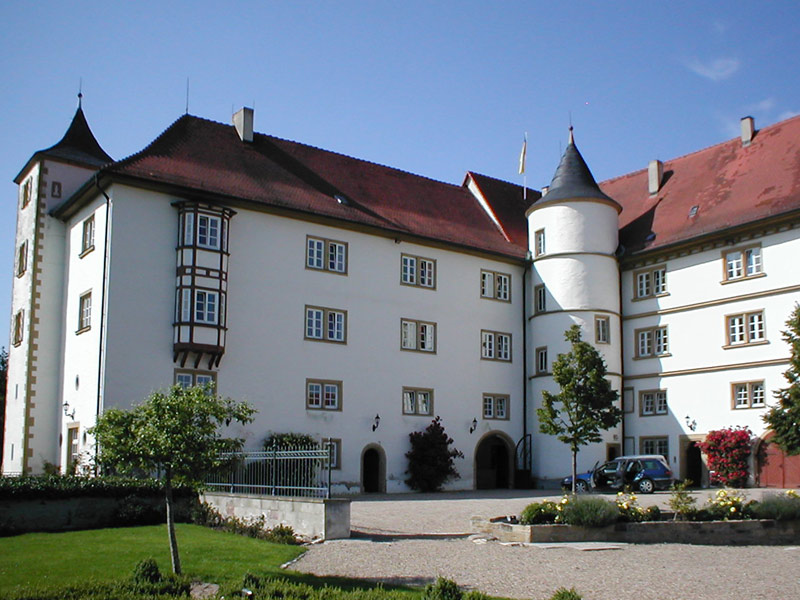
Schloss Neuhaus

- Schloss Neuhaus, eine renaissancezeitliche zweiflügelige Schlossanlage mit zugehörigem Gutshof, erbaut 1596/97, liegt etwa anderthalb Kilometer südwestlich außerhalb des Ortes. Im Park befindet sich eine Schlosskapelle aus dem Jahre 1602. In ihr befindet sich das Epitaph des Johann Christoph I. von Degenfeld († 1613) und dessen Ehefrau Barbara. Die Schlosskapelle verfügt außerdem über zwei historische Bronzeglocken von 1730 und 1746, die zwar im Zweiten Weltkrieg abgeliefert werden mussten, nach dem Krieg aber zurückgekehrt sind.[2] Das Schloss ist heute im Besitz der Freiherren von Gemmingen-Neuhaus und kann für Veranstaltungen gemietet werden.
- Die zum Schloss gehörende Mühle im Mühlbachtal westlich von Ehrstädt wurde bereits 1329 erwähnt und war die herrschaftliche Bannmühle der Einwohner von Ehrstädt und Adersbach. Das heutige Mühlengebäude stammt aus dem Jahre 1762. Der Mühlbetrieb wurde in den 1950er Jahren stillgelegt und das Anwesen später als Gaststätte Alte Mühle genutzt. Von der originalen Mühlenausstattung sind das laufende Wasserrad und alte Holzzahnräder erhalten.
- Das Jägerhaus auf der gegenüberliegenden Uferseite des Mühlbachs war der Wohnsitz des herrschaftlichen Försters.
- Der nahe Eulenhof geht wohl auf den Wirtschaftshof der alten Burg bei Ehrstädt zurück, die aber schon bis zum späten Mittelalter abgegangen war. Nach Albrecht von Degenfeld, der das Anwesen 1705 bis 1723 bewohnte, wurde der Hof auch Albrechtsburg genannt. 1793 errichtete Ferdinand Friedrich von Degenfeld das heutige zweistöckige Gutshaus. Das Gesindehaus stammt im Kern aus der Zeit um 1500. Der Hof wird heute noch landwirtschaftlich genutzt. Vom nahen historischen Hofgut Rauhof, das bereits auf Gemarkung des Nachbarorts Adersbach liegt, werden heute Schloss Neuhaus und der Eulenhof verwaltet.

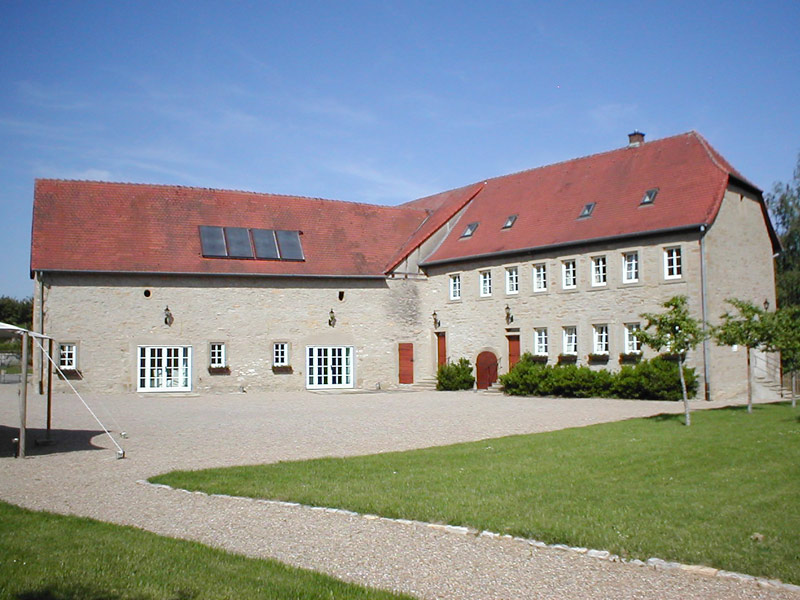
Gutshof von Schloss Neuhaus
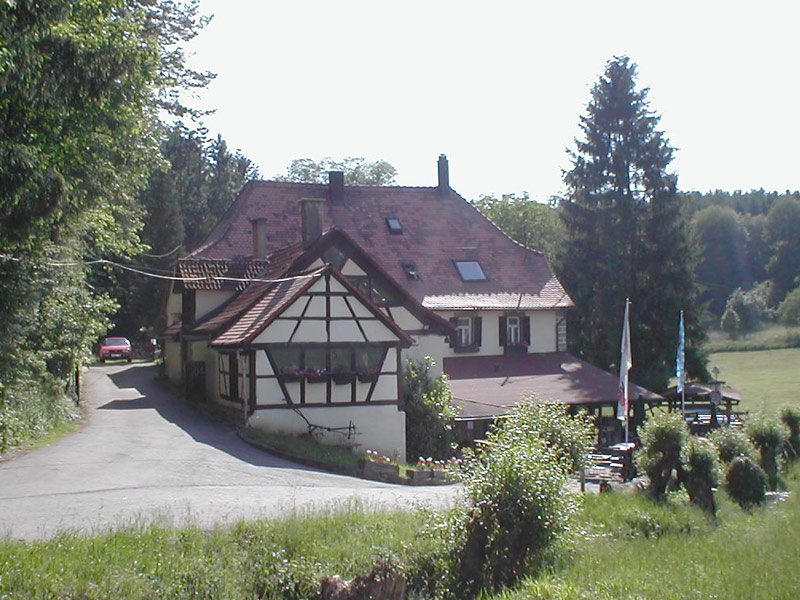
Mühle
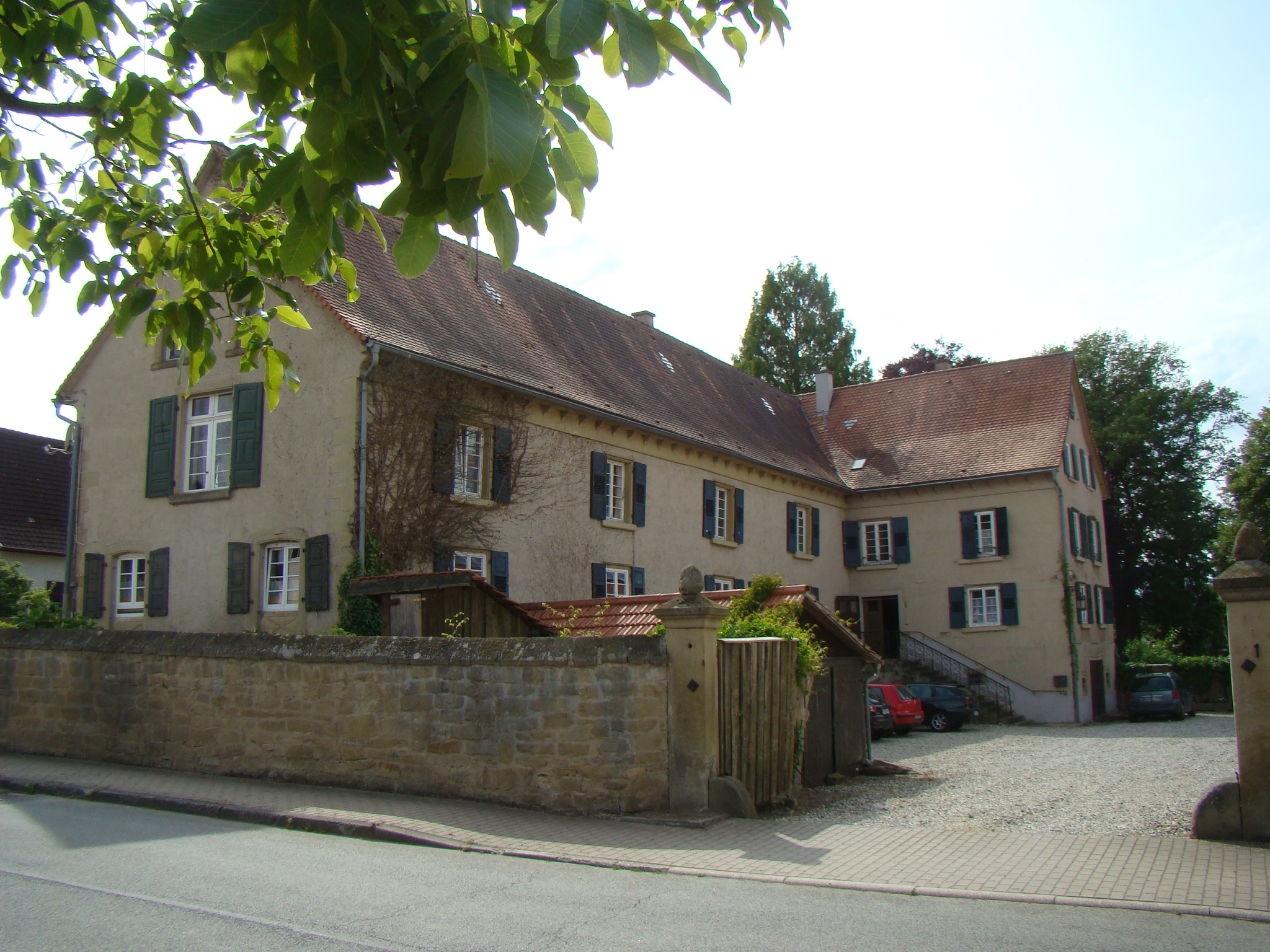
Schloss Ehrstädt

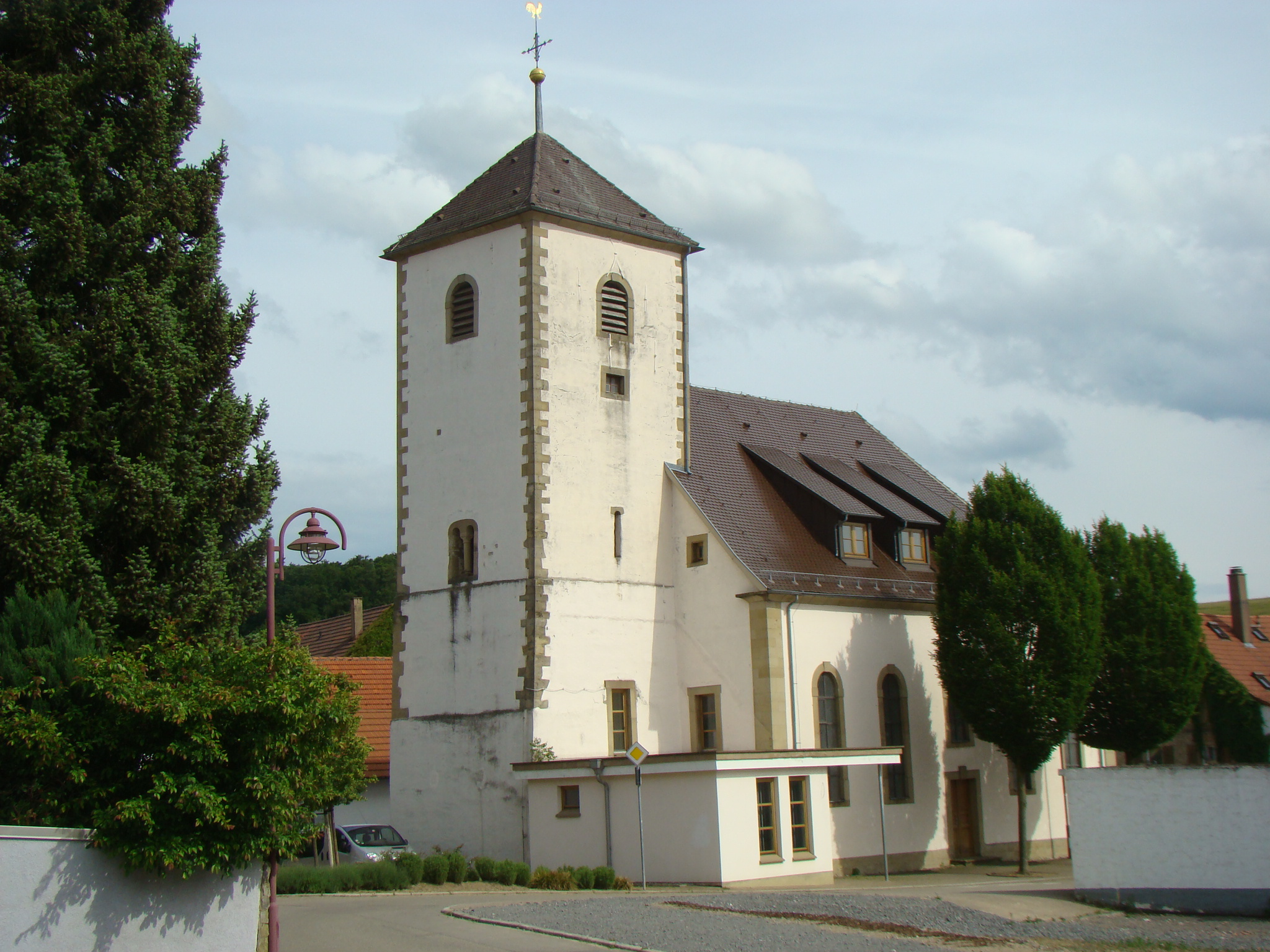
Evangelische Kirche

- Schloss Ehrstädt im Südwesten des Ortes wurde 1769 durch Christoph Ferdinand III. Friedrich von Degenfeld an der Stelle eines abgebrannten älteren Schlosses erbaut. Der schlichte zweiflügelige Bau ist von einem großen Wirtschaftshof und einem Schlosspark umgeben.
- Die Evangelische Kirche in der Ortsmitte weist am Kirchturm noch romanische Doppelfenster aus dem 12. Jahrhundert und im Langhaus mit dem gotischen Maßwerkfenster im Osten Bestandteile aus dem 14. Jahrhundert auf. Das Kirchenschiff wurde 1793 erneuert und 1894 saniert.
- Die Synagoge wurde 1836 durch die jüdische Gemeinde des Ortes fertiggestellt. Nach Auflösung der Gemeinde 1912 wurde sie verkauft und als Viehstall mit Scheune genutzt. Seit seiner Renovierung 2004/05 dient das Gebäude als örtliche Begegnungsstätte. In die Außenfassade sind historische hebräische Schriftzeichen und ein Hochzeitsstein eingelassen. Hinter der Synagoge erstreckt sich der 1963 angelegte Dorfplatz. An dessen Rand liegt die Weed, der Ehrstädter Ortsweiher. Er wurde bei der Anlage des Dorfplatzes 1963 als Brandweiher ausgebaut und später wieder renaturiert.
- Das Schulhaus wurde 1884/85 erbaut, 1907/08 folgte die Kinderschule (heute: Kindergarten) und 1925 wurde die auf eine private Stiftung zurückgehende Krankenstation in einem Wohnhaus von 1896 eingerichtet.
- Das Rathaus des Ortes wurde 1952 eingeweiht. Eine Ratsstube hatte schon im ersten Schulhaus des Ortes bestanden, war jedoch ab 1727 von der Ortsherrschaft wegen der Miete als Wohnung an Juden vermietet worden. Danach war die Ratsstube in wechselnden Privathäusern eingerichtet. Im Schulhaus von 1885 gab es dann wieder eine dauerhafte Ratsstube, die bis zur Einweihung des Rathauses 1952 genutzt wurde.

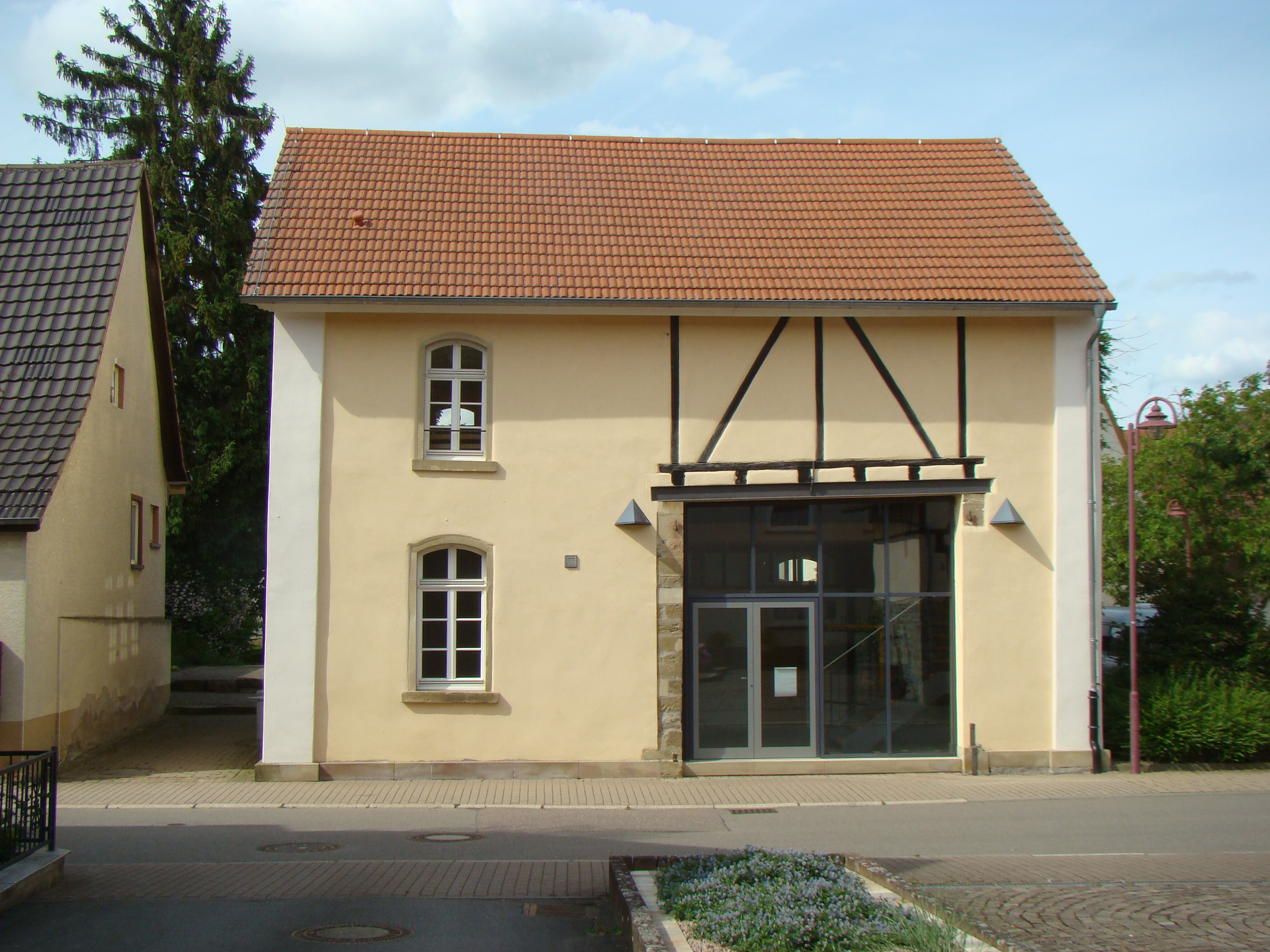
Alte Synagoge
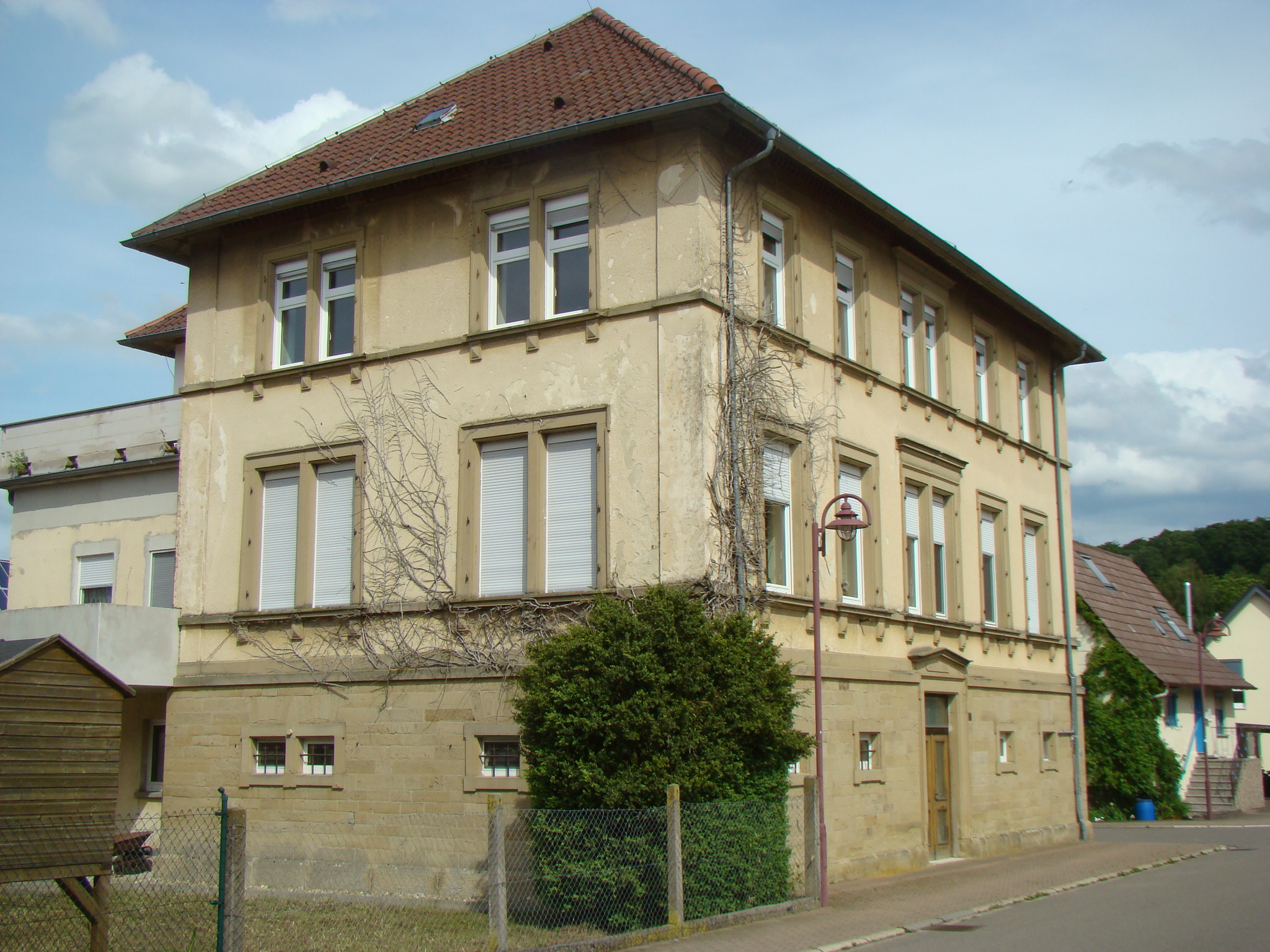
Schulhaus
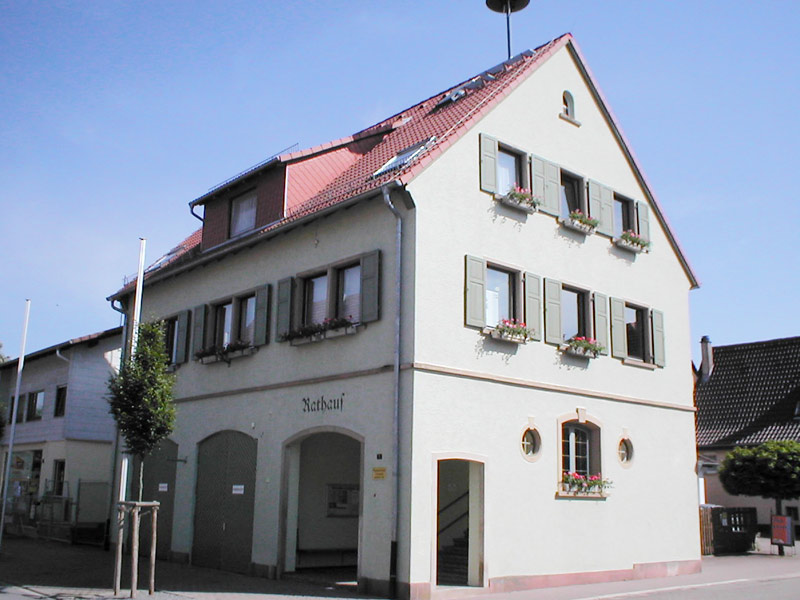
Rathaus von Ehrstädt

## Söhne und Töchter des Ortes
- Johann Friedrich I. von Degenfeld (1683–1760), Herr auf Neuhaus, württembergischer Kammerherr
- Reinhard Philipp Friedrich von Degenfeld (1722–1784), geboren in Ehrstädt, Herr auf dem Eulenhof, zu Ehrstädt, Waibstadt und Unterbiegelhof
- Christoph Eberhard Friedrich von Degenfeld (1737–1792), geboren in Ehrstädt, Herr auf Neuhaus, Mitherr zu Ehrstädt
- Christoph Ferdinand III. Friedrich von Degenfeld (1739–1812), geboren in Ehrstädt, Herr zu Ehrstädt, Waibstadt, Unterbiegelhof und Wagenbach, Mitherr auf Schloss Neuhaus
- Christoph Wilhelm Ferdinand von Degenfeld (1776–1831), geboren in Ehrstädt, badischer und bayerischer Rittmeister und königlich bayerischer Kammerherr
- Wilhelm Friedrich Eberhard Bernhard von Degenfeld (1778–1855), geboren in Ehrstädt, badischer Generalmajor der Kavallerie
- August Wilhelm Friedrich von Degenfeld (1795–1845), geboren auf dem Eulenhof, Grundherr auf dem Eulenhof, Mitherr zu Ehrstädt, Waibstadt, Wagenbach und Unterbiegelhof